# ルパン最後の事件
『ルパン最後の事件』（ルパンさいごのじけん、Les milliards d'Arsène Lupin）は、モーリス・ルブランのアルセーヌ・ルパンシリーズの一篇。1939年にロート紙において連載され、1941年に単行本化された。
原題は「アルセーヌ・ルパンの数十億」だが、2012年に出版されたルブランの遺作『ルパン最後の恋』が発見されるまで、本作がルパン・シリーズ最後の作品と考えられていたため、日本（偕成社・榊原晃三訳版）では最後の事件というタイトルが付けられている。
フランスのHachetteが1941年の単行本化に際して、第9章「金庫室」（Les coffres-forts）の一部が欠けたまま出版する。偕成社・榊原晃三訳版はこれを底本としたため、完全な訳本は出版されていない。原典は、1987年にRobert LaffontのBouquins版が出版されているが、こちらも一部が欠落したままである。2011年にモーリス・ルブランの著作権保護期間が終了したため、現在では欠落部を含めた版の刊行が行われている。
欠落部分は、ルブラン研究家のフィリップ・ラデ（Philippe Radé）が発見し、1991年に『カリブル（Calibre）』誌に発表した。＜Jacques Derouard, Le Dictionnaire Arsène Lupin より＞
2003年に韓国で出版されたルパン全集において、欠落部分も含めた初の完全版の刊行が実現した。その訳者は絶版本の「アルセーヌ・ルパンの数十億」をフランスの古書店で購入し、フランスのルパン研究者の助けを得て欠落部分を補ったという。